# Репертуар
Репертуар (фр. repertoire, від лат. repertorium — список) — сукупність драматичних, оперних, музичних творів, які виконуються протягом певного часу в театрі, на концертній естраді. Репертуар відображає певні ідейні й художні позиції театру. Уперше термін репертуар було використано 1847 року.
Окрім того під репертуаром може розумітись й сукупність ролей, музичних партії, літературних творів, з якими виступають окремий актор, співак, читець, музикант.
Бібліографічний покажчик національної друкованої продукції за певний період часу.

## Класифікація
Розрізняють репертуари:
- за часом і відповідністю стилю:
  - класичний,
  - сучасний;
- за видами театрів:
  - оперний,
  - естрадний;
- за видами жанрів:
  - романтичний,
  - комедійний,
  - трагедійний;
- за направленістю.